# Contraddizione antagonistica
Quello di contraddizione antagonistica (in cinese: 矛盾, letteralmente lancia e scudo) è un concetto facente parte della dottrina maoista. Esso consiste nell'impossibilità di trovare un compromesso tra classi sociali differenti: in particolare, le differenze tra le due classi del proletariato e della borghesia sono reputate così grandi che non vi è possibilità di riconciliazione, in quanto presentano interessi diametralmente opposti, e i loro obiettivi sono talmente diversi e contraddittori che è impossibile trovare una soluzione accettabile da entrambe le parti.
Ciò implica dunque che il conflitto tra queste due classi può essere risolto solo attraverso la lotta di classe. Infatti dove le contraddizioni non antagonistiche possono essere risolte attraverso il mero dibattito, le contraddizioni antagonistiche possono essere risolte soltanto attraverso uno scontro.
Il termine è solitamente attribuito a Vladimir Lenin, nonostante possa non averlo mai usato in nessuno dei suoi scritti.
Nel maoismo, la contraddizione antagonistica riguardava i contadini e i proprietari terrieri. Mao Zedong espresse la sua visione sulla questione nel suo famoso discorso avvenuto durante il febbraio del 1957 Sulla corretta gestione delle contraddizioni tra il popolo (1957).

## Curiosità
- Il termine cinese 矛盾 trae la sua origine da un piccolo aneddoto dell'Han Feizi: "C'era una volta un uomo nello stato di Chu, che vendeva scudi e lance. Li elogiava dicendo: "I miei scudi sono così saldi, che non c'è niente che possa perforarli." Elogiava le sue lance dicendo: "Le mie lance sono così affilate, che non c'è niente che non possano perforare". Qualcuno una volta gli chiese: "E se usassi le tue lance per perforare i tuoi scudi?" L'uomo non poté rispondere. Uno scudo che non può essere trafitto e una lancia che può trafiggere tutto non possono esistere nello stesso mondo".[senza fonte]